# Đảo Nam Đông (New Zealand)
Đảo Nam Đông (Rangatira trong tiếng Maori) là hòn đảo lớn thứ 3 trong quần đảo Chatham, với diện tích khoảng 218 hécta (539 mẫu Anh).  Nó nằm cách 800 kilômét (497 mi) về phía đông Đảo Nam của New Zealand ngoài khơi bờ biển phía đông nam của đảo Pitt.